# Recht auf Arbeit
Das Recht auf Arbeit ist das Recht, bei freier Berufswahl und Sicherung der menschlichen Würde arbeiten zu können.

## Geschichte

### Französische Verfassung von 1793
Das erste allgemeine, gesetzliche Recht auf Arbeit gab es in der französischen Verfassung von 1793:

« Article 21. - Les secours publics sont une dette sacrée. La société doit la subsistance aux citoyens malheureux, soit en leur procurant du travail, soit en assurant les moyens d'exister à ceux qui sont hors d'état de travailler. »

„Artikel 21. – Die öffentliche Wohlfahrt ist eine heilige Pflicht. Die Gesellschaft schuldet in Unglück geratenen Bürgern Lebensunterhalt, sei es indem man ihnen Arbeit beschafft oder sei es indem man Arbeitsunfähigen Mittel zum Existieren gewährt.“

### Otto von Bismarck
Otto von Bismarck befürwortete als deutscher Reichskanzler eine Pflicht des Staates, Arbeitslosen Arbeit zu verschaffen. So äußerte er 1884 im Reichstag: „Ich will mich nur dahin resümieren: geben Sie dem Arbeiter das Recht auf Arbeit, solange er gesund ist, geben Sie ihm Arbeit, solange er gesund ist, sichern Sie ihm Pflege, wenn er krank ist, sichern Sie ihm Versorgung, wenn er alt ist [...].“

### Weimarer Republik
Die Weimarer Reichsverfassung vom 11. August 1919 enthält ein „Recht auf Arbeit“. Artikel 163 WRV lautet:

„Jeder Deutsche hat unbeschadet seiner persönlichen Freiheit die sittliche Pflicht, seine geistigen und körperlichen Kräfte so zu betätigen, wie es das Wohl der Gesamtheit erfordert. Jedem Deutschen soll die Möglichkeit gegeben werden, durch wirtschaftliche Arbeit seinen Unterhalt zu erwerben. Soweit ihm angemessene Arbeitsgelegenheit nicht nachgewiesen werden kann, wird für seinen notwendigen Unterhalt gesorgt.“

Diese Vorschrift konnte allerdings den Anstieg der Massenarbeitslosigkeit in Deutschland als Folge der Weltwirtschaftskrise nicht verhindern. Art. 163 WRV erwies sich somit als bloß moralischer Appell (vgl. auch die Formulierung: „sittliche Pflicht“) ohne Rechtsverbindlichkeit und Wirksamkeit.

### Sowjetunion
Die sowjetischen Verfassungen von 1936 (Artikel 118) und 1977 (Artikel 40) garantierten jedem Staatsbürger der Sowjetunion ein Recht auf Arbeit.

### Volksabstimmungen in der Schweiz 1894 und 1946
In der Schweiz gab es jeweils 1894 und 1946 eine Volksabstimmung über die Einführung eines Rechts auf Arbeit, welche allerdings beide scheiterten.

### Deutsche Demokratische Republik
In der DDR wurde jedem Bürger durch die Verfassung der DDR bis 1989 das Recht auf Arbeit zuerkannt. Dieses Grundrecht wurde auch nahezu vollständig umgesetzt, so dass fast jeder DDR-Einwohner im arbeitsfähigen Alter einen Arbeitsplatz hatte, abgesehen von Abiturienten und Studenten. Darüber hinaus war es in der DDR relativ einfach einen Arbeitsplatz zu finden, da in der DDR in sehr vielen Betrieben auf Grund der weitgehend mangelnden Automatisierung der DDR-Industrie Arbeitskräfte gesucht wurden. Auch die DDR hatte diejenige UNO-Menschenrechtserklärung unterzeichnet, die jedem Menschen das Recht auf Arbeit zubilligt.

„Jeder Bürger der Deutschen Demokratischen Republik hat das Recht auf Arbeit. Er hat das Recht auf einen Arbeitsplatz und dessen freie Wahl entsprechend den gesellschaftlichen Erfordernissen und der persönlichen Qualifikation. Er hat das Recht auf Lohn nach Qualität und Quantität der Arbeit. Mann und Frau, Erwachsene und Jugendliche haben das Recht auf gleichen Lohn bei gleicher Arbeitsleistung.“

„Gesellschaftlich nützliche Tätigkeit ist eine ehrenvolle Pflicht für jeden arbeitsfähigen Bürger. Das Recht auf Arbeit und die Pflicht zur Arbeit bilden eine Einheit.“

Auf der Grundlage einer verfassungsmäßigen Pflicht zu einer „gesellschaftlich nützlichen“ Arbeit kriminalisierte die Strafrechtsordnung der DDR „asoziales Verhalten“:

„(1) Wer das gesellschaftliche Zusammenleben der Bürger oder die öffentliche Ordnung dadurch gefährdet, daß er sich aus Arbeitsscheu einer geregelten Arbeit hartnäckig entzieht, obwohl er arbeitsfähig ist, oder wer der Prostitution nachgeht oder wer sich auf andere unlautere Weise Mittel zum Unterhalt verschafft, wird mit Verurteilung auf Bewährung oder mit Haftstrafe, Arbeitserziehung oder mit Freiheitsstrafe bis zu zwei Jahren bestraft. Zusätzlich kann auf Aufenthaltsbeschränkung und auf staatliche Kontroll- und Erziehungsaufsicht erkannt werden.

(2) In leichten Fällen kann von Maßnahmen der strafrechtlichen Verantwortlichkeit abgesehen und auf staatliche Kontroll- und Erziehungsaufsicht erkannt werden.

(3) Ist der Täter nach Absatz 1 oder wegen eines Verbrechens gegen die Persönlichkeit, Jugend und Familie, das sozialistische, persönliche, oder private Eigentum, die allgemeine Sicherheit oder die staatliche Ordnung bereits bestraft, kann auf Arbeitserziehung oder Freiheitsstrafe bis zu fünf Jahren erkannt werden.“

### Erklärung der Menschenrechte durch die Vereinten Nationen
Nach Artikel 23 der Allgemeinen Erklärung der Menschenrechte (AEMR) von 1948 wird es als elementares Menschenrecht betrachtet; diese Erklärung ist allerdings keine verbindliche Rechtsquelle, anders als der im Völkerrecht verankerte Artikel 6 des Internationalen Pakts über wirtschaftliche, soziale und kulturelle Rechte oder der Artikel 1 der Europäischen Sozialcharta.

### Kairoer Erklärung der Menschenrechte im Islam
Die von den Mitgliedsstaaten der Organisation für Islamische Zusammenarbeit als islamisches Gegenstück zur AEMR gedachte Kairoer Erklärung der Menschenrechte im Islam von 1990 enthält ebenfalls wie diese ein Recht auf Arbeit (Artikel 13).

## Heutige Situation

### Bundesrepublik Deutschland
Die Bundesrepublik Deutschland hat die UNO-Menschenrechtsdeklaration, die das Recht auf soziale Sicherheit, Arbeit und Wohnung festschreibt, unterzeichnet. Diese wurden auch in die Landesverfassungen von Bayern, Berlin, Brandenburg, Bremen, Hessen, Nordrhein-Westfalen und Sachsen aufgenommen. Ein Bürgerrecht auf Arbeit ist jedoch im Grundgesetz nicht zu finden. Der Hauptgrund für den Verzicht hierauf ist darin zu sehen, dass der Grundrechtsteil des Grundgesetzes nur Rechte enthält, die vor Gerichten einklagbar sind. Bei der Formulierung des Grundgesetzes im Jahr 1948 wurde als Lehre aus dem Scheitern der Weimarer Republik darauf verzichtet, Normen in dieses aufzunehmen, die nur moralische Appelle ohne Rechtsverbindlichkeit enthalten.
Das Fehlen einer ausdrücklichen Verpflichtung des Staates zur Schaffung von Arbeitsplätzen wird von einigen als mangelnde Umsetzung des ebenfalls von der Bundesrepublik Deutschland unterzeichneten Sozialrechtspaktes (Art. 6) verstanden, obwohl das Stabilitätsgesetz seit 1967 Bund und Länder dazu verpflichtet, einen hohen Beschäftigungsstand anzustreben.
Ein einklagbares Recht auf eine Wunscharbeit oder Arbeiten im erlernten Beruf ist in der Rechtsordnung der Bundesrepublik Deutschland nicht vorgesehen.
Eine Pflicht zur Arbeit, wie sie die Weimarer Reichsverfassung vorsah, wäre mit dem Grundgesetz nicht vereinbar: Wer etwa von Einnahmen aus Zinsen oder von einem Lotteriegewinn leben kann, darf nach Art. 2 („freie Entfaltung der Persönlichkeit“) in Verbindung mit Art. 12 Abs. 2 GG (s. u.) nicht zu einer Erwerbstätigkeit gezwungen werden. Druck eine Erwerbstätigkeit aufzunehmen wird vom Staat nur auf diejenigen ausgeübt, die wegen Erwerbslosigkeit Transferleistungen erhalten wollen. Staatliche Transferleistungen können dem Antragsteller dann (teilweise oder ganz) vorenthalten werden, wenn er sich weigert, eine angebotene legale und ihm zumutbare Erwerbstätigkeit aufzunehmen. Druck zur Ausübung einer Erwerbstätigkeit übt der Staat auch auf diejenigen aus, denen (auch von Gerichten) bescheinigt wird, dass sie keine Ansprüche auf private Transferleistungen in Form von Unterhalt gegenüber angeblich Unterhaltspflichtigen haben, sofern sie als erwerbsfähig gelten.

#### Recht auf freie Berufswahl
Nicht mit einem Recht auf Arbeit darf das Recht auf freie Berufswahl verwechselt werden. Dieses wird durch Art. 12 GG allen Deutschen garantiert:

„(1) Alle Deutschen haben das Recht, Beruf, Arbeitsplatz und Ausbildungsstätte frei zu wählen. Die Berufsausübung kann durch Gesetz oder auf Grund eines Gesetzes geregelt werden.

(2) Niemand darf zu einer bestimmten Arbeit gezwungen werden, außer im Rahmen einer herkömmlichen allgemeinen, für alle gleichen öffentlichen Dienstleistungspflicht.

(3) Zwangsarbeit ist nur bei einer gerichtlich angeordneten Freiheitsentziehung zulässig.“

Im Gegensatz zum Recht auf Arbeit, das soziale Teilhabe ermöglichen soll, stellt das Recht auf freie Berufswahl ein Abwehrrecht dar. Es soll den Einzelnen beispielsweise vor Berufsverboten schützen.
Das Bürgerrecht auf freie Berufswahl ist aufgrund von EU-Recht weitestgehend auch auf nicht-deutsche Bürger der Europäischen Union anwendbar.

### Vereinigte Staaten
In der politischen Debatte in den Vereinigten Staaten ist „the right to work“ in den 1990er Jahren umdefiniert worden in „das Recht, ohne Gewerkschaftszugehörigkeit zu arbeiten“. In einer Reihe von Bundesstaaten haben wirtschaftsliberale Regierungen tarifvertragliche Abkommen, die eine Gewerkschaftsmitgliedschaft für alle Mitarbeiter eines Betriebes verpflichtend machen, per Gesetz für ungültig erklärt. Somit wurde der Einfluss der Gewerkschaften vermindert.

### Italien
Die Verfassung der Italienischen Republik ist das Recht auf Arbeit in Artikel 1 und 4 verankert.
Der Philosoph und Wirtschaftswissenschaftler Vladimiro Giacché sieht hier einen Widerspruch zum EU-Vertrag, der nicht die Bekämpfung der Arbeitslosigkeit, sondern die Preisstabilität an die erste Stelle stelle. Giacché betont, dass diese Werte im Widerspruch zueinander stünden, denn um Preisstabilität zu gewährleisten, bedürfe es hoher Arbeitslosigkeit und niedriger Löhne.

## Ergänzende Rechte
Zusätzlich besteht für jede Person das gleiche Recht, bei gleicher Leistung den gleichen angemessenen Lohn bei angemessenen und befriedigenden Arbeitsbedingungen zu erhalten. Angemessen und befriedigend ist eine Entlohnung dann, wenn sie für eine menschenwürdige Existenz der Person und die ihrer Familie ausreichend ist. Zum Schutz und zur Durchsetzung dieser Rechte dient das Recht, Berufsvereinigungen zu bilden und ihnen beizutreten.
Dies wird damit begründet, dass ein Mindestmaß an finanzieller Freiheit materielle Grundlage sei für zahlreiche andere Rechte und Freiheiten, die Geld oder irgendeine Art von Bezahlung oder Vergütung voraussetzen, beispielsweise Reisefreiheit oder Informationsfreiheit, das Recht auf Krankenversorgung und eine Wohnung.

## Rezeption in der Literatur
Charles Fourier beschäftigte sich damit 1835 in seiner Kritik der abstrakten Rechte der französischen Revolution und des damaligen Frühkapitalismus:

„Wie groß ist doch das Unvermögen unserer Gesellschaft dem Armen einen geziemenden, seiner Erziehung angemessenen Unterhalt zu gewähren, ihm das erste der natürlichen Rechte zu verbürgen, das Recht auf Arbeit! Unter ‚natürlichen Rechten‘ verstehe ich nicht die unter dem Namen Freiheit und Gleichheit bekannten Schimären. So hoch will der Arme gar nicht hinaus! Er möchte dem Reichen nicht gleich sein; er wäre schon zufrieden, könnte er sich am Tisch ihrer Diener satt essen. Das Volk ist noch viel vernünftiger, als man verlangt. Es läßt sich die Unterwerfung, die Ungleichheit und die Knechtschaft gefallen, sofern ihr nur auf die Mittel sinnt, ihm zu Hilfe zu kommen, wenn politische Wirren es seiner Arbeit berauben, zur Hungersnot verdammen, in Schande und Verzweiflung stoßen. Erst dann fühlt es sich von der Politik im Stich gelassen.“